# 12 janvier 1909
Le mardi 12 janvier 1909 est le 12e jour de l'année 1909.

## Naissances
- Olof Strömsten (mort en 1959), joueur de football finlandais
- Maria Primatchenko (morte le 18 août 1997), artiste peintre ukrainienne
- Archibald Cochrane (mort le 18 juin 1988), un épidémiologiste britannique.

## Décès
- Hermann Minkowski (né le 22 juin 1864), mathématicien allemand
- Florent Poncelet (né le 23 août 1836), homme politique belge

## Autres événements
- Tancrède Martel est nommé chevalier de la légion d'honneur
- Première réunion de la Société française de radiologie
- l'Empereur Nicolas II publie un édit par lequel il demande au Saint-Synode la création d'une journée de prière en la mémoire de Jean de Cronstadt